# 顾特卜塔
顾特卜塔（Qutb Minar），也译库图卜塔、库杜布塔等，位于印度德里，是印度最高的宣礼塔。在1192年，德里苏丹国库特布沙希王朝的缔造者库特布丁·艾伊拜克开始兴建此塔，并在伊勒杜迷失时期建成。顾特卜塔是一个刻有阿拉伯语铭文的古代伊斯兰建筑，它以红砂岩和大理石为建筑材料，高72.5米，共有379级台阶，直径从底部的14.3米逐步缩小至顶层的2.7米。它在1993年被列为世界遗产。在1981年以前，游客可以登上顾特卜塔眺望周围风景。但是在1981年发生的一起事故让景区方面停止了登塔的开放。在1981年的12月4日，一场停电导致顾特卜塔塔内漆黑一片，尚在塔内的多名游客蜂拥一团，导致45人丧生，其中多数是小孩。